# Jack Wolfskin
Jack Wolfskin is een Duitse producent van kampeer- en trektochtspullen. Het is een van de grootste bedrijven in deze sector. Het bedrijf is opgericht in 1981 door Ulrich Dausien.
Het bedrijf heeft vestigingen in Europa en Azië (met name Japan). Het assortiment van het bedrijf bestaat uit onder andere kleding, schoeisel, rugzakken, slaapzakken en tenten.

## Geschiedenis
Jack Wolfskin werd in 1981 opgericht als handelsmerk van de firma Sine in Frankfurt am Main. De oprichter was Ulrich Dausien. Het bedrijf groeide snel. In 1991 werd het bedrijf door Sine verkocht aan Johnson Outdoors. De eerste franchise-winkel werd in 1993 geopend in Duitsland.
In 2001 nam de private-equityonderneming Bain Capital Jack Wolfskin over van Johnson Outdoors voor 42 miljoen euro. In 2005 verkocht Bain Capital Jack Wolfskin weer aan Quadriga Capital voor 93 miljoen euro.
Vandaag de dag telt Jack Wolfskin 100 winkels in Duitsland, en 40 in de rest van de wereld. Hiervan staan er 24 in Japan. Op 7 april 2011 is in Enschede de eerste Nederlandse Jack Wolfskin Store geopend.
Gedurende het seizoen 2006/2007 was Jack Wolfskin hoofdsponsor van de voetbalclub FC Augsburg.

## Logo
Het logo van het bedrijf is de afdruk van een wolvenpoot. Het werd in 1982 geregistreerd. Roland Mattczk had in 1979 een vergelijkbaar logo ontworpen voor de Duitse krant die tageszeitung (taz), maar verlengde in de jaren erop nooit het auteursrecht op zijn creatie. Toen de taz buitensportartikelen met haar logo erop wilde uitbrengen spande Jack Wolskin een rechtszaak aan die in 2002 door taz werd verloren.